# Alžběta Falcko-Zweibrückenská
Alžběta Falcko-Zweibrückenská (22. března 1642 – 18. dubna 1677, Bernburg) byla sňatkem anhaltsko-bernburskou kněžnou. 

## Život
Narodila se v Meisenheimu jako nejstarší dcera falcko-zweibrückenského vévody Fridricha a jeho manželky Anny Juliany Nasavsko-Saarbrückenské, dcery hraběte Viléma Ludvíka. 
Ve svém rodném městě se 16. října 1667 provdala za anhaltsko-bernburského knížete Viktora Amadea (1634–1718). Během desetiletého manželství porodila šest dětí. Zemřela 18. dubna 1677 v Bernburgu spolu s mrtvě narozeným synem ve věku 35 let. Byla pochována v kryptě zámeckého kostela sv. Aegidiena v Bernburgu.

## Potomci
- 1. Karel Fridrich Anhaltsko-Bernburský (13. 7. 1668 Bernburg – 22. 4. 1721 Ballenstedt), kníže anhaltsko-bernburský od roku 1718 až do své smrti[3][4]
I. ⚭ 1692 Žofie Albertina ze Solms-Sonnewalde (2. 10. 1672 – 12. 6. 1708)[5]
II. ⚭ 1715 Vilemína Šarlota Nüsslerová (10. 5. 1683 Harzgerode – 30. 5. 1740 Gernrode), morganatické manželství[6][7]
- 2. Lebrecht Anhaltsko-Zeitzsko-Hoymský (28. 6. 1669 Bernburg – 17. 5. 1727 Bad Ems), kníže anhaltsko-zeitzsko-hoymský od roku 1718 až do své smrti[8][9]
I. ⚭ 1692 Šarlota Nasavsko-Schaumburská (25. 9. 1672 – 31. 1. 1700 Bernburg)[10][11]
II. ⚭ 1702 baronka Eberhardýna z Weede (9. 6. 1685 Grave – 13. 2. 1724 tamtéž), morganatické manželství[12]
III. ⚭ 1725 Žofie Sibyla z Ingerslebenu (1684 – 31. 3. 1726 Hoym), morganatické manželství[12][13]
- 3. Žofie Juliana (26. 10. 1672 Bernburg – 21. 8. 1674 tamtéž)[14]
- 4. Jan Jiří Anhaltsko-Bernburský (14. 2. 1674 Bernburg – 9. 9. 1691 Leuze-en-Hainaut), svobodný a bezdětný, padl v bitvě u Leuze[15]
- 5. Kristián (15. 3. 1675 Bernburg – 30. 12. 1675 tamtéž)[16]
- 6. mrtvě narozený syn (*/† 18. 4. 1677 Bernburg)[17]